# Przesuwarka taśmociągów
Przesuwarka taśmociągów - urządzenie ciągnikowe w konstrukcji bardzo podobne do układarki rur, wyposażone w wysięgnik i osprzęt hakowy z odpowiednią głowicą; wykorzystywane najczęściej w kopalniach odkrywkowych do przemieszczania taśmociągów.
W Polsce tego typu urządzenia są dostarczane  jedynie przez firmę HYDROSPRZET poprzez zamontowanie specjalistycznego osprzętu własnej konstrukcji.
Osprzęt montowany jest na maszynach dostarczanych przez Zakład Huta Stalowa Wola.
Używanie tego sprzętu nie wymaga dodatkowej osoby oprócz kierowcy.